# Teleutaea acarinata
Teleutaea acarinata är en stekelart som beskrevs av Kuslitzky 1973. Teleutaea acarinata ingår i släktet Teleutaea och familjen brokparasitsteklar. Inga underarter finns listade i Catalogue of Life.